# Prima Divisione (1924/1925)
Prima Divisione 1924/1925 (z wł. Pierwsza Dywizja) – 25. edycja najwyższej w hierarchii klasy mistrzostw Włoch w piłce nożnej, organizowanych przez FIGC, które odbyły się od 5 października 1924 do 23 sierpnia 1925. Mistrzem został Bologna, zdobywając swój pierwszy tytuł.

## Organizacja
Mistrzostwa rozgrywano w dwóch ligach, kierowanych przez Ligę Północną (Lega Nord) oraz Ligę Południową (Lega Sud).
Liczba uczestników w Lega Nord została zwiększona z 24 do 25 drużyn, a w Lega Sud zmniejszona z 21 do 18 uczestników.
Kluby z Lega Nord podzielono na dwie grupy po 12 i 13 drużyn. Następnie zwycięzcy grup walczyli w dwumeczu finałowym o tytuł mistrza Lega Nord.
W równoległym turnieju Lega Sud najpierw zostały wyłonione po dwie najlepsze drużyny z regionów Apulia, Kampania, Lacjum oraz po jednej z regionów Marche i Sycylia. Następnie zwycięzcy dwóch grup półfinałowych potem walczyli o tytuł mistrza Lega Sud.
W finale narodowym (wł. Finalissima) mistrz Lega Nord grał z mistrzem Lega Sud o mistrzostwo Włoch.

## Kluby startujące w sezonie

### Lega Nord
Grupa A
| Klub           | Miasto             | Stadion                      |
| -------------- | ------------------ | ---------------------------- |
| Brescia        | Brescia            | Stadium di viale Piave       |
| Casale         | Casale Monferrato  | Stadio Natale Palli          |
| Cremonese      | Cremona            | Campo di via Persico         |
| Genoa          | Genua              | Stadio di via del Piano      |
| Internazionale | Mediolan           | Campo di via Goldoni         |
| Legnano        | Legnano            | Stadio Comunale              |
| Modena         | Modena             | Campo di via Fontanelli      |
| Pisa           | Piza               | Stadio Arena Garibaldi       |
| Reggiana       | Reggio nell’Emilia | Stadio Mirabello             |
| Spezia         | La Spezia          | Stadio Alberto Picco         |
| Torino         | Turyn              | Campo Stradale Stupinigi     |
| Verona         | Werona             | Stadio Marcantonio Bentegodi |

Grupa B
| Klub            | Miasto               | Stadion                      |
| --------------- | -------------------- | ---------------------------- |
| Alessandria     | Alessandria          | Campo degli Orti             |
| Andrea Doria    | Genua                | Campo sportivo della Cajenna |
| Bologna         | Bolonia              | Stadio Sterlino              |
| Derthona        | Tortona              | Campo Fornaci                |
| Juventus        | Turyn                | Stadio di corso Marsiglia    |
| Livorno         | Livorno              | Campo di Villa Chayes        |
| Mantova         | Mantua               | Campo Ippodromo Te           |
| Milan           | Mediolan             | Campo di viale Lombardia     |
| Novara          | Novara               | Campo di via Lombroso        |
| Padova          | Padwa                | Stadio Silvio Appiani        |
| Pro Vercelli    | Vercelli             | Campo Foro Boario            |
| Sampierdarenese | Sampierdarena, Genua | Stadio di Villa Scassi       |
| SPAL            | Ferrara              | Campo di Piazza d'Armi       |

### Lega Sud
Apulia
| Klub           | Miasto | Stadion                  |
| -------------- | ------ | ------------------------ |
| Audace Taranto | Tarent | Campo del Regio Arsenale |
| FBC Bari       | Bari   | Campo San Lorenzo        |
| Ideale         | Bari   | Campo San Lorenzo        |
| Liberty        | Bari   | Campo San Lorenzo        |
| Pro Italia     | Tarent | Motovelodromo Corvisea   |
| Tarantina      | Tarent | Campo del Regio Arsenale |

Kampania
| Klub            | Miasto           | Stadion                        |
| --------------- | ---------------- | ------------------------------ |
| Cavese          | Cava de’ Tirreni |                                |
| Internaples     | Neapol           | Stadio Militare dell'Arenaccia |
| Salernitanaudax | Salerno          | Campo di Piazza d'Armi         |
| Savoia          | Torre Annunziata | Campo Oncino                   |

Lacjum
| Klub        | Miasto | Stadion                  |
| ----------- | ------ | ------------------------ |
| Alba Roma   | Rzym   |                          |
| Audace Roma | Rzym   | Motovelodromo Appio      |
| Fortitudo   | Rzym   | Campo Madonna del Riposo |
| Lazio       | Rzym   | Stadio della Rondinella  |
| Pro Roma    | Rzym   | Stadio Flaminio          |

Marche
| Klub       | Miasto | Stadion |
| ---------- | ------ | ------- |
| Anconitana | Ankona |         |

Sycylia
| Klub      | Miasto  | Stadion            |
| --------- | ------- | ------------------ |
| Messinese | Mesyna  | Stadio Enzo Geraci |
| Palermo   | Palermo | Stadio Ranchibile  |

## Lega Nord

### Eliminacje play-off
Przedostatnie drużyny z dwóch grup poprzedniego sezonu (Novara i Spezia) walczyli od 3 sierpnia do 7 września 1924 w turnieju play-off z trzecią i czwartą drużynami Seconda Divisione (Olimpia Fiume i Sestrese) o dwa miejsca promujące do gry w Prima Divisione.

#### Tabela
|    | Klub          | LM | Z | R | P | GZ | GS | +/- | Pkt. | Uwagi        |
| -- | ------------- | -- | - | - | - | -- | -- | --- | ---- | ------------ |
| 1. | Spezia        | 6  | 4 | 2 | 0 | 10 | 3  | +7  | 10   | Kwalifikacja |
| 2. | Novara        | 6  | 3 | 2 | 1 | 14 | 3  | +11 | 8    | Kwalifikacja |
| 3. | Olimpia Fiume | 6  | 2 | 1 | 3 | 7  | 11 | -4  | 5    |              |
| 4. | Sestrese      | 6  | 0 | 1 | 5 | 4  | 18 | -14 | 1    |              |

#### Wyniki
| Gospodarz \ Gość | NOV | OLI | SES | SPE |
| ---------------- | --- | --- | --- | --- |
| Novara           | —   | 3:1 | 6:0 | 1:1 |
| Olimpia Fiume    | 1:0 | —   | 1:0 | 1:3 |
| Sestrese         | 0:4 | 3:3 | —   | 1:2 |
| Spezia           | 0:0 | 2:0 | 2:0 | —   |

### Kwalifikacje

#### Grupa A

##### Tabela
|     | Klub           | LM | Z  | R | P  | GZ | GS | +/- | Pkt. | Uwagi        |
| --- | -------------- | -- | -- | - | -- | -- | -- | --- | ---- | ------------ |
| 1.  | Genoa          | 22 | 13 | 4 | 5  | 48 | 23 | +25 | 30   | Kwalifikacja |
| 2.  | Modena         | 22 | 13 | 3 | 6  | 41 | 24 | +17 | 29   |              |
| 3.  | Casale         | 22 | 12 | 3 | 7  | 37 | 30 | +7  | 27   |              |
| 4.  | Internazionale | 22 | 12 | 1 | 9  | 44 | 37 | +7  | 25   |              |
| 4.  | Pisa           | 22 | 11 | 3 | 8  | 32 | 28 | +4  | 25   |              |
| 6.  | Torino         | 22 | 9  | 6 | 7  | 30 | 25 | +5  | 24   |              |
| 7.  | Cremonese      | 22 | 9  | 4 | 9  | 28 | 34 | -6  | 22   |              |
| 8.  | Reggiana       | 22 | 9  | 2 | 11 | 36 | 42 | -6  | 20   |              |
| 9.  | Verona         | 22 | 6  | 6 | 10 | 33 | 42 | -9  | 18   |              |
| 10. | Brescia        | 22 | 7  | 3 | 12 | 27 | 34 | -7  | 17   |              |
| 11. | Legnano        | 22 | 5  | 5 | 12 | 18 | 29 | -11 | 15   | Baraże       |
| 12. | Spezia         | 22 | 4  | 4 | 14 | 20 | 46 | -26 | 12   | Spadek       |

##### Wyniki
| Gospodarz \ Gość | BRE | CAS | CRE | GEN | HEL | INT | LEG | MOD | PIS | REG | SPE | TOR |
| ---------------- | --- | --- | --- | --- | --- | --- | --- | --- | --- | --- | --- | --- |
| Brescia          | —   | 3:1 | 5:0 | 0:2 | 4:0 | 1:0 | 1:0 | 4:1 | 0:1 | 1:1 | 4:2 | 1:2 |
| Casale           | 2:1 | —   | 3:0 | 2:1 | 2:0 | 2:1 | 1:0 | 4:0 | 3:1 | 2:0 | 6:3 | 0:0 |
| Cremonese        | 3:0 | 2:1 | —   | 2:0 | 2:2 | 1:1 | 3:0 | 1:0 | 1:0 | 1:1 | 6:0 | 0:1 |
| Genoa            | 5:0 | 4:1 | 4:0 | —   | 3:0 | 2:1 | 6:3 | 2:0 | 1:1 | 4:2 | 3:2 | 0:0 |
| Verona           | 2:0 | 2:1 | 1:2 | 2:2 | —   | 2:3 | 2:1 | 3:3 | 3:0 | 3:0 | 3:0 | 2:2 |
| Internazionale   | 1:0 | 4:0 | 4:2 | 2:1 | 3:1 | —   | 1:2 | 4:1 | 1:2 | 3:0 | 5:2 | 2:5 |
| Legnano          | 0:0 | 0:1 | 0:1 | 1:0 | 1:1 | 0:2 | —   | 0:0 | 0:0 | 2:0 | 1:1 | 4:1 |
| Modena           | 2:0 | 3:0 | 3:0 | 1:0 | 1:0 | 5:0 | 3:1 | —   | 4:0 | 2:1 | 2:0 | 0:1 |
| Pisa             | 6:1 | 2:2 | 3:0 | 1:2 | 2:0 | 3:1 | 1:0 | 0:1 | —   | 2:0 | 3:2 | 1:0 |
| Reggiana         | 2:1 | 1:0 | 4:1 | 1:4 | 6:2 | 4:2 | 3:1 | 1:4 | 3:1 | —   | 2:0 | 2:1 |
| Spezia           | 1:0 | 1:1 | 0:0 | 0:1 | 1:1 | 0:1 | 1:0 | 0:3 | 0:1 | 2:1 | —   | 1:0 |
| Torino           | 0:0 | 1:2 | 1:0 | 1:1 | 3:1 | 1:2 | 0:1 | 2:2 | 3:1 | 3:1 | 2:1 | —   |

#### Grupa B

##### Tabela
|     | Klub            | LM | Z  | R  | P  | GZ | GS | +/- | Pkt. | Uwagi        |
| --- | --------------- | -- | -- | -- | -- | -- | -- | --- | ---- | ------------ |
| 1.  | Bologna         | 24 | 15 | 4  | 5  | 53 | 22 | +31 | 34   | Kwalifikacja |
| 2.  | Pro Vercelli    | 24 | 13 | 6  | 5  | 56 | 29 | +27 | 32   |              |
| 2.  | Juventus        | 24 | 12 | 8  | 4  | 38 | 21 | +17 | 32   |              |
| 4.  | Padova          | 24 | 12 | 5  | 7  | 51 | 34 | +17 | 29   |              |
| 5.  | Livorno         | 24 | 9  | 7  | 8  | 45 | 41 | +4  | 25   |              |
| 5.  | Alessandria     | 24 | 8  | 9  | 7  | 27 | 30 | -3  | 25   |              |
| 7.  | Novara          | 24 | 6  | 10 | 8  | 26 | 30 | -4  | 22   |              |
| 8.  | Milan           | 24 | 10 | 1  | 13 | 45 | 51 | -6  | 21   |              |
| 8.  | Andrea Doria    | 24 | 9  | 3  | 12 | 26 | 33 | 21  | -7   |              |
| 10. | Sampierdarenese | 24 | 7  | 6  | 11 | 24 | 32 | -8  | 20   |              |
| 11. | Mantova         | 24 | 8  | 3  | 13 | 38 | 53 | -15 | 19   | Baraże       |
| 11. | SPAL            | 24 | 7  | 5  | 12 | 26 | 50 | -24 | 19   | Baraże       |
| 13. | Derthona        | 24 | 4  | 5  | 15 | 25 | 54 | -29 | 13   | Spadek       |

##### Wyniki
| Gospodarz \ Gość | ALE | ADO | BOL | DER | JUV | LIV | MAN | MIL | NOV | PAD | PRO | SAM | SPA |
| ---------------- | --- | --- | --- | --- | --- | --- | --- | --- | --- | --- | --- | --- | --- |
| Alessandria      | —   | 2:1 | 1:0 | 0:0 | 2:2 | 2:3 | 6:1 | 3:1 | 1:0 | 1:1 | 1:0 | 1:0 | 2:1 |
| Andrea Doria     | 0:0 | —   | 0:1 | 4:1 | 0:0 | 1:0 | 3:1 | 3:2 | 2:0 | 4:0 | 1:1 | 2:1 | 1:0 |
| Bologna          | 3:1 | 5:0 | —   | 4:1 | 2:1 | 2:1 | 5:0 | 2:0 | 0:0 | 3:0 | 3:0 | 4:0 | 3:1 |
| Derthona         | 1:1 | 0:3 | 2:4 | —   | 0:2 | 2:1 | 3:0 | 0:3 | 1:1 | 2:0 | 1:1 | 1:0 | 0:2 |
| Juventus         | 3:0 | 1:0 | 2:1 | 2:1 | —   | 2:0 | 3:0 | 5:3 | 1:1 | 0:2 | 0:0 | 4:1 | 2:1 |
| Livorno          | 1:1 | 2:0 | 6:2 | 2:2 | 2:2 | —   | 4:1 | 4:0 | 1:1 | 2:0 | 4:1 | 2:1 | 4:0 |
| Mantova          | 1:1 | 1:0 | 0:0 | 5:1 | 0:1 | 4:0 | —   | 4:2 | 0:1 | 2:1 | 4:2 | 1:1 | 4:0 |
| Milan            | 3:0 | 2:0 | 3:1 | 3:2 | 0:0 | 4:2 | 2:1 | —   | 3:1 | 1:3 | 1:2 | 2:0 | 3:1 |
| Novara           | 0:0 | 1:0 | 1:2 | 2:1 | 1:1 | 1:1 | 3:1 | 4:2 | —   | 1:1 | 1:1 | 0:2 | 4:1 |
| Padova           | 4:0 | 6:1 | 3:2 | 2:1 | 2:1 | 5:1 | 1:2 | 4:0 | 1:1 | —   | 0:0 | 2:0 | 9:0 |
| Pro Vercelli     | 2:0 | 2:0 | 3:0 | 5:0 | 2:1 | 6:1 | 5:3 | 3:2 | 5:1 | 6:0 | —   | 2:0 | 5:0 |
| Sampierdarenese  | 1:0 | 2:0 | 0:0 | 1:0 | 0:0 | 1:1 | 4:1 | 3:2 | 1:0 | 2:3 | 2:2 | —   | 0:0 |
| SPAL             | 1:1 | 2:0 | 0:4 | 2:2 | 0:2 | 0:0 | 4:1 | 3:1 | 1:0 | 1:1 | 3:0 | 2:1 | —   |

##### Baraże
30 sierpnia 1925, Mediolan.
Mantova – SPAL 3:1 pd.

### Finały
Finały zostały określone jako Scudetto delle pistole, tak jak rywalizacja pomiędzy Bologna a Genoa charakteryzowała się w istocie walką sportową, polityczną i sądową, która miała miejsce podczas meczów finałowych.
24 maja 1925, Bolonia.
Bologna – Genoa 1:2
31 maja 1925, Genua.
Genoa – Bologna 1:2
Obie drużyny wygrały po jednym meczu i zdobyły tyle samo bramek, więc trzeba było rozegrać kolejne mecze.
7 czerwca 1925, Mediolan.
Bologna – Genoa 2:2 pd.
5 lipca 1925, Turyn.
Genoa – Bologna 1:1 pd.
9 sierpnia 1925, Mediolan.
Bologna – Genoa 2:0

## Lega Sud

### Kwalifikacje

#### Apulia

##### Tabela
|    | Klub           | LM | Z | R | P | GZ | GS | +/- | Pkt. | Uwagi        |
| -- | -------------- | -- | - | - | - | -- | -- | --- | ---- | ------------ |
| 1. | Pro Italia     | 10 | 7 | 1 | 2 | 22 | 8  | +14 | 15   | Kwalifikacja |
| 1. | Liberty        | 10 | 7 | 1 | 2 | 24 | 9  | +15 | 15   | Kwalifikacja |
| 3. | Audace Taranto | 10 | 5 | 3 | 2 | 20 | 8  | +12 | 13   |              |
| 4. | Ideale         | 10 | 4 | 3 | 3 | 13 | 12 | +1  | 11   |              |
| 5. | Tarantina      | 10 | 1 | 1 | 8 | 8  | 21 | -13 | 3    | Spadek       |
| 5. | FBC Bari       | 10 | 0 | 3 | 7 | 2  | 31 | -29 | 3    | Spadek       |

##### Wyniki
| Gospodarz \ Gość | AUD | FBC | IDE | LIB | PRO | UST |
| ---------------- | --- | --- | --- | --- | --- | --- |
| Audace Taranto   | —   | 6:0 | 1:1 | 2:2 | 3:1 | 2:0 |
| FBC Bari         | 0:0 | —   | 0:4 | 0:2 | 0:4 | 1:1 |
| Ideale           | 1:0 | 1:1 | —   | 0:2 | 0:0 | 2:0 |
| Liberty          | 0:1 | 7:0 | 4:1 | —   | 1:0 | 2:0 |
| Pro Italia       | 3:1 | 3:0 | 2:0 | 4:2 | —   | 2:0 |
| Tarantina        | 0:4 | 3:0 | 2:3 | 1:2 | 1:3 | —   |

##### Baraże playoff
29 marca 1925, Neapol.
Liberty – Pro Italia 0:1

#### Kampania

##### Tabela
|    | Klub            | LM | Z | R | P | GZ | GS | +/- | Pkt. | Uwagi        |
| -- | --------------- | -- | - | - | - | -- | -- | --- | ---- | ------------ |
| 1. | Savoia          | 6  | 4 | 1 | 1 | 11 | 6  | +5  | 9    | Kwalifikacja |
| 2. | Cavese          | 6  | 3 | 2 | 1 | 9  | 3  | +6  | 8    | Kwalifikacja |
| 3. | Internaples     | 6  | 2 | 3 | 1 | 9  | 7  | +2  | 7    |              |
| 4. | Salernitanaudax | 6  | 0 | 0 | 6 | 4  | 21 | -17 | 0    | Baraże       |

##### Wyniki
| Gospodarz \ Gość | CAV | INT | SAL | SAV |
| ---------------- | --- | --- | --- | --- |
| Cavese           | —   | 1:1 | 3:0 | 2:0 |
| Internaples      | 1:1 | —   | 3:0 | 1:1 |
| Salernitanaudax  | 0:2 | 0:1 | —   | 1:3 |
| Savoia           | 1:0 | 4:2 | 2:0 | —   |

##### Baraże playout
24 maja 1925, Salerno.
Salernitanaudax – Stabia 3:1
31 maja 1925, Castellammare di Stabia.
Stabia – Salernitanaudax 1:1

#### Lacjum

##### Tabela
|    | Klub        | LM | Z | R | P | GZ | GS | +/- | Pkt. | Uwagi        |
| -- | ----------- | -- | - | - | - | -- | -- | --- | ---- | ------------ |
| 1. | Alba Roma   | 8  | 5 | 2 | 1 | 15 | 7  | +8  | 12   | Kwalifikacja |
| 2. | Lazio       | 8  | 5 | 1 | 2 | 20 | 10 | +10 | 11   | Kwalifikacja |
| 3. | Fortitudo   | 8  | 4 | 2 | 2 | 20 | 11 | +9  | 10   |              |
| 4. | Audace Roma | 8  | 2 | 1 | 5 | 16 | 26 | -10 | 5    | Baraże       |
| 5. | Pro Roma    | 8  | 0 | 2 | 6 | 4  | 21 | -17 | 2    | Spadek       |

##### Wyniki
| Gospodarz \ Gość | ALB | AUD | FOR | LAZ | PRO |
| ---------------- | --- | --- | --- | --- | --- |
| Alba Roma        | —   | 2:1 | 1:1 | 2:2 | 1:0 |
| Audace Roma      | 2:5 | —   | 2:6 | 0:6 | 5:1 |
| Fortitudo        | 1:0 | 2:3 | —   | 3:0 | 1:1 |
| Lazio            | 0:3 | 3:2 | 3:0 | —   | 3:0 |
| Pro Roma         | 0:1 | 1:1 | 1:6 | 0:3 | —   |

##### Baraże playout
21 czerwca 1925, Rzym.
Audace Roma – Roman 4:1
24 czerwca 1925, Rzym.
Roman – Audace Roma 2:1
5 lipca 1925, Rzym.
Audace Roma – Roman 3:1

#### Marche
Anconitana awansowała do półfinałów bez rozgrywania meczów, będąc jedyną drużyną reprezentacyjną Marche.

#### Sycylia

##### Tabela
|    | Klub      | LM | Z | R | P | GZ | GS | +/- | Pkt. | Uwagi        |
| -- | --------- | -- | - | - | - | -- | -- | --- | ---- | ------------ |
| 1. | Messinese | 2  | 2 | 0 | 0 | 3  | 0  | 3   | 4    | Kwalifikacja |
| 2. | Palermo   | 2  | 0 | 0 | 2 | 0  | 3  | -3  | 0    |              |

##### Wyniki
1 marca 1925, Palermo
Palermo – Messinese 0:2
1 marca 1925, Mesyna
Messinese – Palermo 1:0

### Półfinały

#### Grupa A

##### Tabela
|    | Klub       | LM | Z | R | P | GZ | GS | +/- | Pkt. | Uwagi  |
| -- | ---------- | -- | - | - | - | -- | -- | --- | ---- | ------ |
| 1. | Anconitana | 6  | 3 | 2 | 1 | 12 | 9  | +3  | 8    | Baraże |
| 1. | Lazio      | 6  | 3 | 2 | 1 | 13 | 8  | +5  | 8    | Baraże |
| 3. | Savoia     | 6  | 1 | 3 | 2 | 5  | 8  | -3  | 5    |        |
| 4. | Pro Italia | 6  | 1 | 1 | 4 | 5  | 10 | -5  | 3    |        |

##### Wyniki
| Gospodarz \ Gość | ANC | LAZ | PRO | SAV |
| ---------------- | --- | --- | --- | --- |
| Anconitana       | —   | 2:1 | 3:0 | 3:1 |
| Lazio            | 6:3 | —   | 1:0 | 1:1 |
| Pro Italia       | 0:2 | 2:2 | —   | 3:1 |
| Savoia           | 1:1 | 0:2 | 1:0 | —   |

##### Baraże
28 czerwca, Neapol.
Anconitana – Lazio 1:0

#### Grupa B

##### Tabela
|    | Klub      | LM | Z | R | P | GZ | GS | +/- | Pkt. | Uwagi        |
| -- | --------- | -- | - | - | - | -- | -- | --- | ---- | ------------ |
| 1. | Alba Roma | 6  | 5 | 1 | 0 | 21 | 2  | +19 | 11   | Kwalifikacja |
| 2. | Cavese    | 6  | 3 | 2 | 1 | 6  | 7  | -1  | 8    |              |
| 3. | Liberty   | 6  | 1 | 1 | 4 | 3  | 12 | -9  | 3    |              |
| 4. | Messinese | 6  | 0 | 2 | 4 | 2  | 11 | -9  | 2    |              |

##### Wyniki
| Gospodarz \ Gość | ALB | CAV | LIB | MES |
| ---------------- | --- | --- | --- | --- |
| Alba Roma        | —   | 5:0 | 6:0 | 3:0 |
| Cavese           | 1:1 | —   | 2:0 | 2:1 |
| Liberty          | 0:3 | 0:1 | —   | 0:0 |
| Messinese        | 1:3 | 0:0 | 0:3 | —   |

### Finały
5 lipca 1925, Ancona
Anconitana – Alba Roma 1:3
12 lipca 1925, Rzym
Alba Roma – Anconitana 1:0

## Finał
16 sierpnia 1925, Bolonia
Bologna – Alba Roma 4:0
23 sierpnia 1925, Rzym
Alba Roma – Bologna 0:2

### Skład mistrzów
- Mario Gianni
- Giovanni Borgato
- Felice Gasperi
- Alberto Pozzi
- Gastone Baldi
- Giuseppe Martelli
- Giuseppe Rubini
- Bernardo Perin
- Giuseppe Della Valle
- Angelo Schiavio
- Giuseppe Muzzioli
- Trener: Hermann Felsner